# Brachionus spatiosus
Brachionus spatiosus is een raderdiertjessoort uit de familie Brachionidae. De wetenschappelijke naam van deze soort is voor het eerst geldig gepubliceerd in 1912 door Rousselet.